# Pierre A. Riffard
Pour les articles homonymes, voir Riffard.
Pierre A. Riffard est un philosophe français et spécialiste de l'ésotérisme. Né à Toulouse le 20 janvier 1946. Docteur en philosophie (Toulouse), docteur ès-lettres (Sorbonne), maître de conférences en philosophie. Enseignant surtout à l'étranger et outre-mer : Suisse, Laos (lycée de Vientiane), Montpellier, Syrie (faculté des lettres d'Alep), Nouvelles-Hébrides, Paris (lycée Camille See), Polynésie française, Burkina Faso (faculté des lettres de Ouagadougou), Mauritanie (faculté des lettres de Nouakchott). Dernier poste : professeur à l'Université Antilles-Guyane, en pédagogie et philosophie.

## Ésotérisme

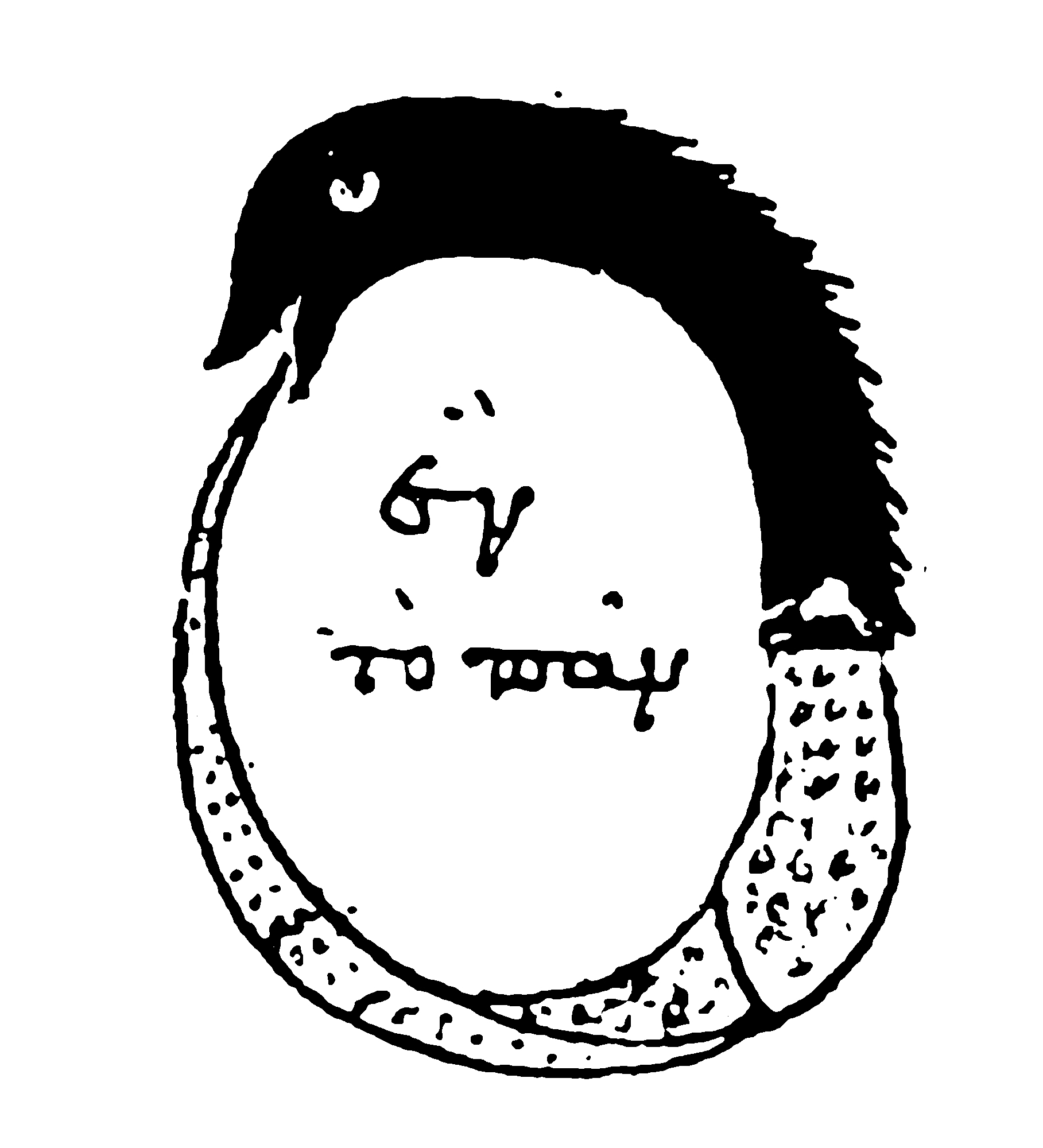
ouroboros, Ἓν τὸ πᾶν, « Un le Tout » (Zosime de Panopolis)

Pierre A. Riffard a soutenu une thèse de 3e cycle en philosophie sur la formule grecque Έν καì Πãν (« Un et Tout ») puis une thèse d'État ès-lettres sur L'Idée d'ésotérisme (1987, Paris 1 Sorbonne), après avoir mené des recherches sur l'occultisme. Il distingue les deux de la manière suivante : « le noyau dur de l'occultisme, c'est l'idée d'une puissance cachée, d'un arcane, alors que le noyau dur de l'ésotérisme, c'est la notion d'esprit, le soi. »
Auteur d'un Dictionnaire de l'ésotérisme (Payot, 1983 et 1993),, il a écrit, pour la collection « Bouquins » des éditions Robert Laffont, deux gros volumes, l'un consacré à l'ésotérisme en général (L'ésotérisme. Qu'est-ce que l'ésotérisme ? 1990), l'autre aux ésotérismes non occidentaux (Ésotérismes d'ailleurs, 1997).
Il écrit dans son Nouveau dictionnaire de l'ésotérisme (Payot, 2008) : « Un ésotérisme est un enseignement qui prend la forme d'une doctrine secrète ou d'une organisation initiatique, d'une pratique spirituelle ou d'un art occulte. Il se donne une expression symbolique et se fixe pour but la connaissance de l'inconnu ou le développement intérieur de personnes ou de collectivités. » Et il distingue cet enseignement ésotérique de l’Ésotérisme, avec une majuscule, désignant selon lui : « L'ensemble des ésotérismes, ceux d'Orient et d'Occident, les anciens et les nouveaux. »
Pour définir un ésotérisme, il a mis en avant, dès 1990 dans son ouvrage L'ésotérisme, neuf "invariants" :
1. L'ésotérisme se caractérise d'abord par la discipline de l'arcane (garder le secret). Évangiles : “Ne donnez point les choses saintes aux chiens, et ne jetez point vos perles devant les pourceaux, de peur qu'ils ne les foulent à leurs pieds, et que, se retournant, ils ne vous déchirent.”[7]
2. L'auteur ésotérique se veut impersonnel, pour marquer l'aspect surhumain du message.
3. L'opposition entre l'ésotérique et l'exotérique, fondamentale, distingue l'initié du non-initié et l'occulte du manifeste.
4. L'ésotérisme prend pour objet le subtil, des plans de réalité invisibles, supérieurs, comme l'aura, les influences astrales...
5. La pensée se fait par analogies et correspondances. Il s'agit de mettre en résonance toutes les parties de l'univers, macrocosme et microcosme, sang et sève, couleurs et organes...
6. Le nombre formel sert de clef pour ouvrir les secrets de l'univers. Pythagore disait : “Les choses sont des nombres.”[8]
7. Tout ésotériste utilise les arts occultes : alchimie, astrologie, divination, magie, médecine occulte, etc.
8. Il utilise aussi les sciences occultes : interprétation symbolique des textes, théosophie, science des cycles, etc.
9. Enfin et surtout l'ésotériste passe par une initiation.

Wouter Hanegraaff, a écrit de Riffard concernant son approche de l'ésotérisme qu'elle pourrait être qualifiée d'universelle et transhistorique.

## Philosophie
Pierre A. Riffard a publié aux Presses Universitaires de France des essais (Les philosophes : vie intime, 2004 ; Philosophie matin, midi et soir, 2006) consacrés au mode de vie des philosophes, d'un point de vue psychologique et sociologique.
Dans Les philosophes : vie intime, il attire l'attention sur certains traits humains du philosophe, passés généralement sous silence, depuis Thalès jusqu'à Sartre.

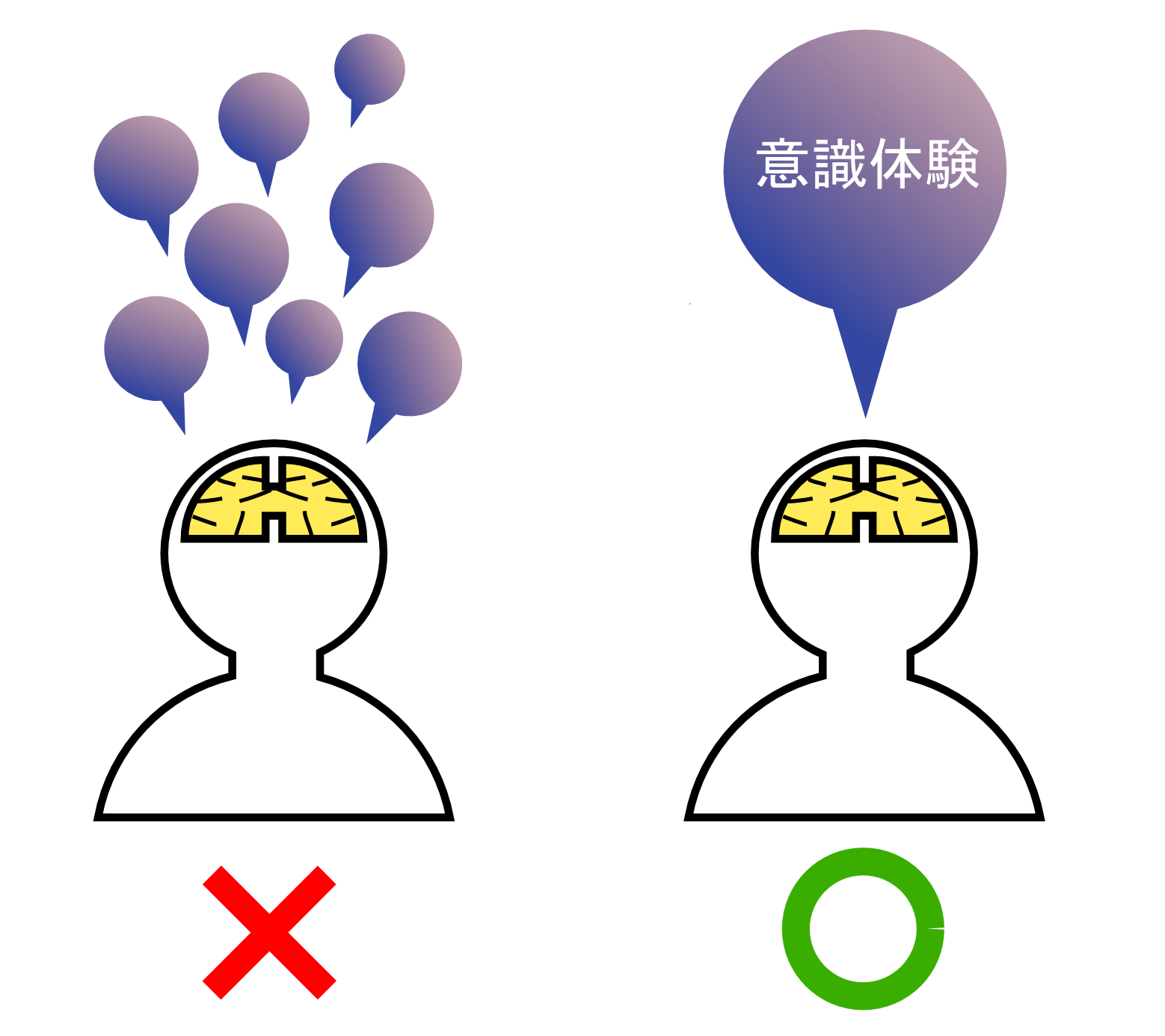
problème de limites

Pour un philosophe, être femme est un handicap. Sur une liste officielle de 305 philosophes classiques on ne relève en 1991 qu'une seule femme. En revanche, être expatrié semble un avantage. Plus de 13 % des philosophes sont nés à l'étranger, dans les colonies. Plus de 54 % des philosophes ont vécu à l'étranger.
Beaucoup de philosophes sont d'anciens orphelins. 68 % des grands philosophes ont perdu père ou mère à cinq ans. Il n'y a pas de précocité en philosophie. En moyenne statistique, la première œuvre est publiée à 27 ans, l'œuvre maîtresse à 42 ans.
Un philosophe entre dans une culture. Pour percer, il doit se faire entendre dans une langue savante ou hégémonique. 23 % des grands philosophes ont parlé latin (jusque 1905), 21 % grec et français, 13 % anglais (cette langue devient dominante). Par contre, le philosophe refuse la religion idéologiquement dominante. On entre en philosophie par un assassinat, celui du Dieu d'alors, des croyances du moment. Les grands philosophes sont chrétiens à 51 %, sans religion à 27 %, païens à 19 %.
L'exaltation amoureuse n'entre pas dans un programme philosophique (sauf pour Auguste Comte). Giordano Bruno : “En ce qui concerne les femmes, il est une chose que je suis sûr d’avoir en abomination, c’est cet amour fait de volupté ardente et désordonnée que certains leur portent, s’y livrant à tel point que leur génie s’en trouve esclave et que tombent en captivité les puissances et les actes les plus nobles de leur vie intellective.”
Question santé, pas de fous chez les philosophes. La mélancolie d'Héraclite ne va pas bien loin, la maniaco-dépression d'Auguste Comte est brève, la méningo-encéphalite syphilitique de Nietzsche n'arrive qu'une fois sa pensée faite... Physiquement, cela va moins bien. Beaucoup de philosophes souffrent, mais ils surmontent qui sa néphrite (Épicure), qui ses calculs reinaux (Montaigne), qui sa paralysie (Pascal, Feyerabend), qui la malvoyance (Démocrite, Plotin, Condillac, Cournot, Gonseth)...
Les philosophes présentent des papiers d'identité obscurs. Ils jouent beaucoup avec les noms d'auteur, l'anonymat, etc. Descartes et Kierkegaard avancent masqués. Leurs cartes professionnelles sont assez banales. 43,7 % des philosophes furent enseignants, les autres religieux (20,9), politiciens (9,3), sans profession (4,9), médecins (4 %), avocats ou juristes (3,1), éditeurs ou journalistes (3,1 %). Aucun ou presque n'est artisan (Henry Thoreau) ou paysan (Gustave Thibon) ou marin (Michel Serres).
Un philosophe compte sur ses pieds ! Aristotélicien = péripatéticien = promeneur. Nietzsche : "Seules les pensées qui nous viennent en marchant ont de la valeur" (Le crépuscule des idoles). Bien sûr, il compte davantage sur sa tête ou sur ses têtes, si (comme Schelling, Wittgenstein, Carnap), il change plusieurs fois de philosophie. Un grand philosophe se signale au monde par une vaste mémoire sémantique personnelle et une obsession métaphysique universelle. Pascal, par exemple, "avait une mémoire si excellente, qu'il disait souvent qu'il n'avait jamais rien oublié des choses qu'il avait voulu retenir", et il était obsédé par la confrontation des infinis.
« La philosophie est comme un casse-noix. Certaines personnes ne réussissent qu'à se pincer les doigts avec, les professionnels le retournent dans tous les sens, et puis - quand même - il se trouve des gens qui s'en servent pour ouvrir ces merveilleuses noix que sont les pensées. Philosopher, c'est bien ; philosopher soi-même, c'est mieux. Philosopher soi-même chaque jour sur le quotidien, sur du banal, c'est le mieux. »
"La vision qu'a Pierre Riffard du philosophe est celle d'un être tiraillé par des sollicitations contraires : analyse et synthèse, le singulier et l'universel, certitude et doute" (Thomas Régnier).

## Thanatologie
La thanatologie est l'étude de la mort.

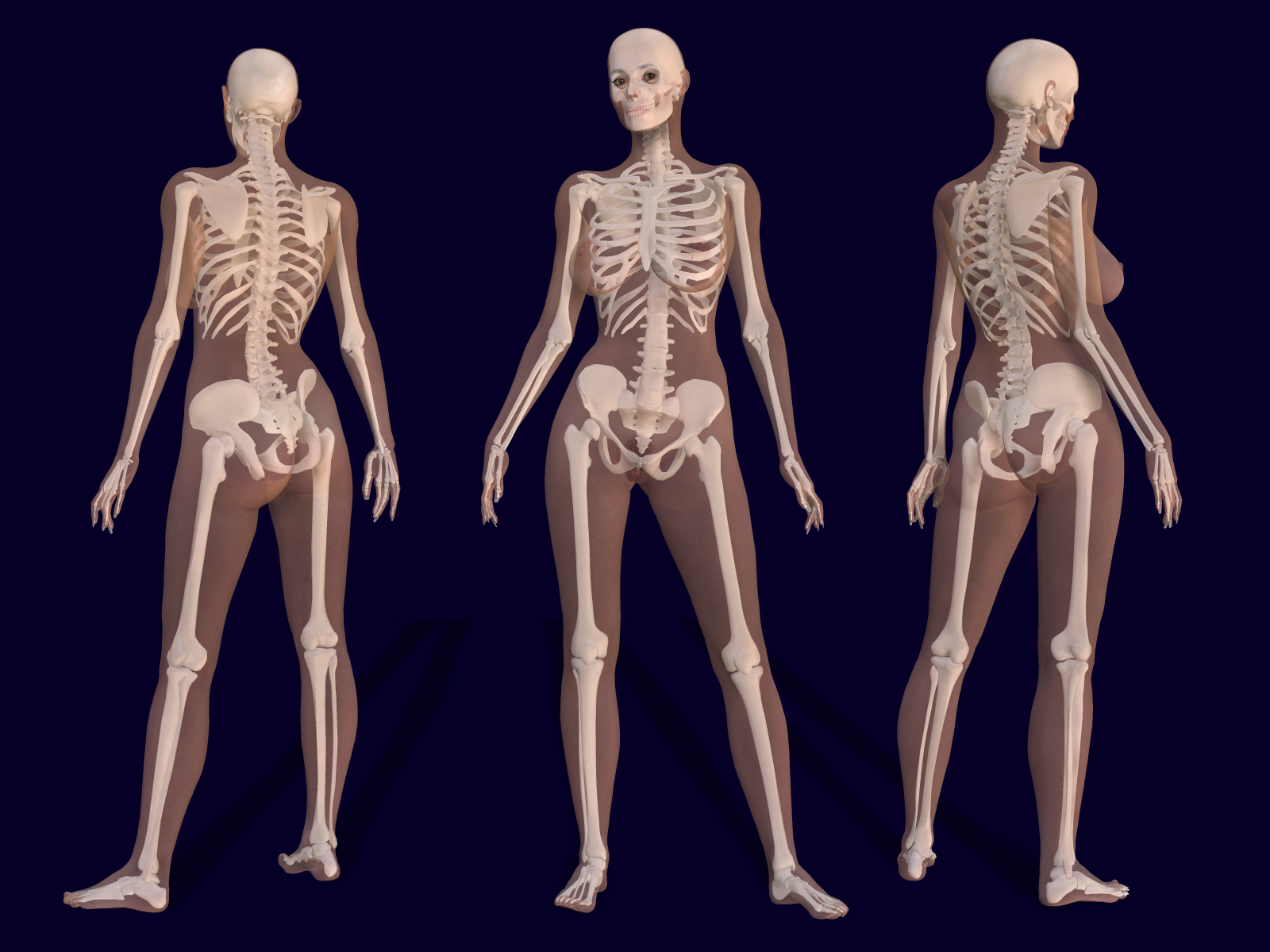
"Squelette féminin". Bernhard Ungerer, 2008

Le problème métaphysique de la vie après la mort se ramènerait à une stratégie qui combine divers concepts et opère par choix idéologiques, à tel point, d'après Riffard, qu’on pourrait représenter graphiquement cette vieille inquiétude sur notre sort par un arbre de décision ! Au départ pointent des questions de méthode. I) Peut-on savoir s’il y a vie après la mort,  et comment en parler ? II) Où se documenter ? III) Quelles seraient les preuves et contre-preuves ? Ensuite, arrivent des questions de philosophie. A) faut-il dire non (A1), peut-être (A2) ou oui (A3) à la notion de « vie après la mort » ? B) qui ou quoi survit : une seule personne (B1), une élite (B2), la collectivité (B3), toute l’humanité (B4) ou le monde (B5) ? C) qu’est-ce qui survit : l'âme, une âme, l’esprit, le Soi... ? D) ce support est-il individuel, impersonnel, collectif ou universel ? E) à partir de quand survit-on : à l’instant du décès, à la « fin des temps » ?... F) pour combien de temps : toujours ?... G) selon quel temps : en temps linéaire, par cycles ou par spirale ?... H) où : sous terre, dans les étoiles, au paradis ou en enfer... ? K) selon quelle loi : le Jugement de Dieu, le Destin, le karma... ? L) pour quel type de survivance dans l’au-delà ou dans la nouvelle vie ? M) avec quelle fin dernière : extinction du moi (nirupadhishesha-nirvâna), union en Dieu... ?
Les sceptiques et les scientistes stoppent immédiatement la question par une suspension du jugement (A2). La conception chrétienne de la vie après la mort choisirait et enchaînerait, avec sa "logique", de simples croyances : survivance (A3), totalité de l’humanité (B4), spiritualisme (l’âme), fin des temps etc., pour mettre au bout résurrection des corps auprès de Dieu.
À l'arrivée, une dizaine de formes de survivance sont envisagées, qui peuvent coexister ou se succéder, fusionner ou se répartir. Elles se déclinent principalement en existence neutre (ex. : les limbes), existence larvaire ("fumée" selon Homère, "Ombres" selon les premiers juifs), existence démoniaque, damnation ou salut, réincarnation ou métempsycose, transformation en étoile (catastérisation), métamorphoses (palingénésie universelle) et éternel retour (palingénésie cosmique).
- Articles

arbre de décision binaire

"La mort selon Leibniz", Thanatologie, no 83-84, 1990. Sur Leibniz.
"Comment se pose rationnellement le problème de la vie après la mort", Thanatologie, no 87-88, novembre 1991 ; rééd. Singuliers, no 12, 1994. Sur la vie après la mort.
"La mort selon Steiner", Thanatologie, no 89-90, avril 1992. Sur Rudolf Steiner.
"La mort selon Platon", Thanatologie, no 97-98, avril 1994. Sur Platon.
"La mort selon Descartes", Études sur la mort, Paris, Presses Universitaires de France, no 114, 1998, p. 97-112. Sur Descartes.
23 notices in Philippe Di Folco (dir.), Dictionnaire de la mort, Paris, Larousse, coll. "In Extenso", 2010.
"L'après-vie est-elle sexuée et sexuelle ?", Thanatologie, no 147 : Le sexe et la mort, 2015, p. 27-38.

## Publications
- L'Occultisme, textes et recherches, Paris, Larousse, coll. "Idéologies et sociétés", 1981, 191 p.  (ISBN 2-03-861028-2).
- Dictionnaire de l'ésotérisme, Paris, Payot, coll. "Bibliothèque scientifique", 1983, 387 p.  (ISBN 2-228-13270-5) ; rééd. coll. "Grande bibliothèque Payot", 1993, 387 p.  (ISBN 2-228-88654-8). Traduit en 5 langues.
- L'Ésotérisme : Qu'est-ce que l'ésotérisme ?, Paris, Robert Laffont, coll. "Bouquins", 1990, 1016 p.  (ISBN 2-221-05464-4). Rééd. 2003. Traduit en 3 langues. Rééd. L'ésotérisme. Doctrines secrètes et initiations en Occident, 2019, 1024 p.  (ISBN 978-2-221-22164-8)
- Ésotérismes d'ailleurs. Les ésotérismes non occidentaux : primitifs, civilisateurs, indiens, extrême-orientaux, monothéistes, Paris, Robert Laffont, coll. "Bouquins", 1997, 1242 p.  (ISBN 2-221-07354-1). Rééd. 2019, 1280 p.  (ISBN 978-2-221-24722-8)
- "Le penser ésotérique", "Existe-t-il un ésotérisme négro-africain ?", et "Descartes et l'ésotérisme", ARIES. Association pour la Recherche et l'Information sur l'Ésotérisme, Paris, Archè, no 21, 1998, p. 1-28, 197-203.  (ISBN 8872521920).
- "The Esoteric Method", in Antoine Faivre and Wouter Hanegraaff (eds.), Western Esotericism and the Science of Religion, Leyde / Boston, Peeters, coll. “Gnostica”, 1998, p. 63-74.
- "L'ésotérisme nous apprend-il quelque chose ?", dans Ésotérisme, gnoses et imaginaire symbolique : Mélanges offerts à Antoine Faivre, Louvain, Peeters, 2001, p. 807-817.
- Les philosophes : vie intime, Paris, Presses Universitaires de France (PUF), coll. "Perspectives critiques", 2004, 283 p.  (ISBN 2-13-053968-8). Traduit en 4 langues.
- "Non-philosophe : ce n'est pas moi c'est toi", in Gilles Grelet (dir.), Théorie-rébellion, Paris, L'Harmattan, coll. "Nous les sans-philosophie", 2005, p. 42-45.  (ISBN 2-7475-9210-3).
- Philosophie matin, midi et soir, Paris, Presses Universitaires de France (PUF), coll. "Perspectives critiques", 2006, 185 p.  (ISBN 2-13-055735-X).
- Nouveau dictionnaire de l'ésotérisme, Paris, Payot, 2008, 331 p.  (ISBN 978-2-228-90274-8).
- "Discipline/Indiscipline en classe : paradis ou enfer ?", in Rodica Ailincai et Marie-Françoise Crouzier (dir.), Pratiques éducatives dans un contexte multiculturel, CRDP Guyane, 2010, vol. I.
- "Qu'est-ce qu'une méthode (philosophique ou pas) ?", Revue internationale de didactique de la philosophie, CRDP Montpellier, no 46 (oct. 2010).
- Les méthodes des grands philosophes, Ovadia, coll. "Chemins de pensée", 2012, 331 p.  (ISBN 2363920368)
- Qu'est-ce que la philosophie occulte ?, Éditions Baudelaire / Hachette, 2017, 195 p.  (ISBN 979-10-203-1481-9)
- Guénon, un islam unique, dans Jean-Marc Joubert (dir.), Les Convertis à l'islam, Les Classiques Garnier, 2021.
- La vie après la mort, Bouquins, "La collection", 2021, 1184 p. (avec Élisabeth Andrès et Gilbert Pons).  (ISBN 9-782221-131206)